# Radioaktywność

Znak ostrzegający przed substancjami promieniotwórczymi i promieniowaniem jonizującym

Symbol przeznaczony do stosowania wewnątrz obudów urządzeń, jako ostrzeżenie, aby zaprzestać demontażu urządzenia i oddalić się od niego.

Radioaktywność, promieniotwórczość – zdolność niektórych izotopów do emisji promieniowania jonizującego wynikająca z samoistnych przemian jąder atomowych nietrwałych izotopów, zwanych promieniotwórczymi, w jądra innych izotopów, zazwyczaj innego pierwiastka. Przemianom towarzyszy promieniowanie jonizujące będące emisją wysokoenergetycznych cząstek elementarnych, jąder atomowych i promieniowania elektromagnetycznego.
Nazwa radioaktywność została po raz pierwszy użyta w 1898 roku przez małżeństwo Maria Skłodowska-Curie i Pierre Curie. Proces transformacji nazywany jest również rozpadem radioaktywnym lub rozpadem jądrowym. Niestabilne jądra atomowe nazywane są radionuklidami.

## Definicje i określenia
Określenia promieniotwórczy i radioaktywny odnosi się także do ciał wytwarzających promieniowanie jonizujące zawierających promieniotwórcze izotopy.
Promieniotwórczość wywołana istniejącymi naturalnie w przyrodzie izotopami jest nazywana promieniotwórczością naturalną, a wywołana nuklidami wytworzonymi w reakcjach jądrowych promieniotwórczością sztuczną.
Skażenie promieniotwórcze to zanieczyszczenie lub występowanie w ciałach lub na ich powierzchni izotopów promieniotwórczych w ilościach wytwarzających promieniowanie w ilościach niezamierzonych lub niepożądanych.
Promieniowanie towarzyszące przemianie jądrowej (zarówno elektromagnetyczne, jak i strumień cząstek) przechodząc przez ośrodek powoduje jego jonizację. Po przekroczeniu pewnego poziomu, wywiera ono szkodliwy wpływ na żywe organizmy. Pochłonięcie jego dużej dawki może spowodować chorobę popromienną. Badaniem promieniowania powstającego w wyniku radioaktywności jak i innych rodzajów promieniowań zajmuje się radiometria. Dozymetria bada metody pomiaru dawek promieniowania jonizującego, a ich wpływ na organizmy żywe radiobiologia.

## Radioaktywność jako źródło promieniowania
Radioaktywność występujących w naturze pierwiastków jest głównym źródłem promieniowania jonizującego w przyrodzie, na które narażony jest człowiek. Przy całkowitym promieniowaniu ze źródeł naturalnych na jakie narażona jest przeciętna osoba wynoszącym 2,4 mSv, tylko 0,4 mSv pochodzi bezpośrednio od promieniowania kosmicznego, pozostałe około 2 mSv, jest wynikiem radioaktywności.
| Źródło promieniowania      | Źródło promieniowania                 | Roczna dawka skuteczna (mSv) | Roczna dawka skuteczna (mSv)                                 |
| Źródło promieniowania      | Źródło promieniowania                 | Średnia                      | Typowy zakres (zależność od)                                 |
| -------------------------- | ------------------------------------- | ---------------------------- | ------------------------------------------------------------ |
| Promieniowanie kosmiczne   | Bezpośrednia jonizacja                | 0,28                         |                                                              |
| Promieniowanie kosmiczne   | Składnik neutronowy                   | 0,1                          |                                                              |
| Radionuklidy kosmogeniczne |                                       | 0,01                         |                                                              |
| Promieniowanie zewnętrzne  | Na zewnątrz                           | 0,07                         |                                                              |
| Promieniowanie zewnętrzne  | W budynkach                           | 0,41                         |                                                              |
| Promieniowanie zewnętrzne  | Łącznie                               | 0,48                         | 0,3-1,0 (skład radionuklidów gleby i materiałów budowlanych) |
| Od wdychanych              | Szeregi promieniotwórcze uranu i toru | 0,006                        |                                                              |
| Od wdychanych              | Radon (222Rn)                         | 1,15                         |                                                              |
| Od wdychanych              | Radon (220Rn)                         | 0,1                          |                                                              |
| Od wdychanych              | Łącznie od wdychanych                 | 1,26                         | 0,2-10 (akumulacja radonu w pomieszczeniach)                 |
| Od spożytych               | 40K                                   | 0,17                         |                                                              |
| Od spożytych               | Szeregi promieniotwórcze              | 0,12                         |                                                              |
| Od spożytych               | Łącznie                               | 0,29                         | 0,2-1,0 (radionuklidów w żywności i wodzie pitnej)           |
| Łącznie                    | Łącznie                               | 2,4                          | 1.0-13                                                       |

Źródłami radioaktywności są niestabilne izotopy pierwiastków, zarówno występujące naturalnie, jak i wytworzone przez człowieka. Do najbardziej znaczących należą:
- ³H, wytwarzany m.in. w wyniku eksperymentów termojądrowych, a także w wyniku reakcji jądrowych zachodzących w atmosferze,
- 14C, stale produkowany przez promieniowanie kosmiczne w górnych warstwach atmosfery, obecny we wszystkich organizmach żywych, w tym w ciele człowieka. Ten izotop jest podstawą datowania radiowęglowego,
- 40K, obecny m.in. w minerałach i kościach, stanowiący 0,0117% całej zawartości potasu,
- 60Co, otrzymywany przez aktywację neutronową naturalnego kobaltu,
- Rn, krótko żyjący element tzw. szeregów promieniotwórczych; jest gazem, więc może uwalniać się z miejsca powstania, np. z gleby, materiałów budowlanych itp.; największe znaczenie ma 222Rn, pochodzący z szeregu 238U, jego okres połowicznego zaniku wynosi 3,8 dnia,
- Ra, także pierwiastek występujący w szeregach promieniotwórczych; największe znaczenie ma izotop 226Ra z szeregu 238U, którego okres połowicznego zaniku wynosi 1599 lat,
- 232Th, długo żyjący izotop obecny w niektórych minerałach i w glebie,
- U, występujący w minerałach i w glebie; największe znaczenie mają: 238U, mniej obfity izotop 235U oraz sztucznie uzyskany 233U – dzięki podatności na rozszczepienie są wykorzystywane w reaktorach i bombach jądrowych,
- Pu, uzyskiwany sztucznie z uranu; izotop 239Pu, także podatny na rozszczepienie, stosowany jest podobnie jak uran.

Radioaktywność tych i wielu innych izotopów ma zastosowania w medycynie (diagnostyka, terapia nowotworów), archeologii i geologii (datowanie izotopowe), technice oraz badaniach naukowych.
Znakiem ostrzegającym jest stylizowana koniczyna na żółtym bądź czerwonym tle.

## Historia odkrycia radioaktywności

### Henri Becquerel
Zjawisko promieniotwórczości odkrył francuski fizyk Henri Becquerel w 1896 roku, badając zjawisko fosforescencji. Jego doświadczenia polegały na naświetlaniu światłem słonecznym minerałów, a potem zawijaniu ich w kliszę światłoczułą w celu zbadania, czy występuje zjawisko fosforescencji, czyli świecenie badanej substancji (zaczerniające kliszę), indukowane światłem słonecznym. Z powodu niepogody nie zdążył naświetlić światłem słonecznym próbki rudy uranowej, włożył ją więc do swojego fartucha laboratoryjnego. Klisza i próbka rudy były przechowywane w ten sposób przez kilka dni, po czym Becquerel przypomniał sobie o kliszy i ją wywołał. Okazało się, że uległa prześwietleniu, ale tylko w miejscach, gdzie stykała się z próbką rudy. Zainteresowany tym zjawiskiem Becquerel przetestował wpływ innych soli o właściwościach fosforescencyjnych na klisze fotograficzne i zauważył, że nie tylko rudy uranu, ale też jego sole powodują to zjawisko, tak więc zjawisko prześwietlania klisz okazało się niezwiązane z samą fosforescencją.
Badania Becquerela dowiodły, że źródłem tego promieniowania nie jest tylko sól uranu, ale też uran metaliczny oraz każdy związek chemiczny, zawierający wystarczającą ilość uranu. Becquerel zbadał naturę tego promieniowania i doszedł do wniosku, że jest to promieniowanie elektromagnetyczne o zbliżonej charakterystyce do promieni X (była to błędna interpretacja). Sugerował istnienie tzw. fosforescencji opóźnionej, występującej po kilku dniach od naświetlania. Wskazał także że intensywność zaczernienia kliszy ma związek z ilością uranu w próbce. Nie dysponował metodą pomiarową by określić moc promieniowania, miał bowiem do dyspozycji tylko klisze fotograficzne. Wówczas promieniowanie emitowane przez uran nazwano promieniowaniem Becquerela.

### Małżeństwo Curie
Po publikacjach Becquerela zainteresowanie promieniowaniem uranu osłabło. Maria Skłodowska-Curie szukając tematu do swojej pracy doktorskiej postanowiła zająć się promieniowaniem różnych substancji. Korzystnym zbiegiem okoliczności było niedawne odkrycie przez jej męża Pierre'a i jego brata Jacques'a zjawiska piezoelektryczności kwarcu, oraz zainteresowanie Piotra Curie właściwościami promieniowania X do jonizacji powietrza, co skutkowało skonstruowaniem w 1897 r. przez małżeństwo Curie bardzo czułego przyrządu do pomiaru prądu jonizacji powietrza, wywołanej promieniowaniem. Skonstruowanie przyrządu mierzącego intensywność promieniowania umożliwiło jego dokładne badanie. Ustalili, że rudy uranowe i pozostałości rud po uzyskaniu uranu, wykazują dużo większą radioaktywność, niż sam uran, co może świadczyć o istnieniu jakichś innych związków promieniotwórczych .
Przyrząd do pomiaru promieniowania umożliwił weryfikowanie procedur selekcjonowania czynnika promieniotwórczego z blendy smolistej. Maria wraz z Piotrem Curie podjęli żmudne badania, polegające na wyizolowaniu tych związków z rudy uranowej na drodze reakcji chemicznych, odkryła i wydzieliła dwa pierwiastki. 18 lipca 1898 r. ogłosili odkrycie polonu (symbol Po, liczba atomowa 84), a 26 grudnia 1898 r. wspólnie z Gustawem Bémontem donieśli o odkryciu radu (symbol Ra, liczba atomowa 88), który był wielokrotnie bardziej radioaktywny od uranu . Wydzielenie mierzalnych ilości nowego pierwiastka było wymagane, aby określić jego właściwości oraz otrzymać widmo emisyjne, co było niezbędne do zgłoszenia tego pierwiastka jako nowego.

### Ernest Rutherford i dalsze odkrycia
Odkrycia nowych pierwiastków, oraz informacja o bardzo silnej promieniotwórczości radu na nowo zainteresowały badaczy promieniowaniem. Wyodrębnienie radu umożliwiło dokładniejsze zbadanie zależności ilościowych emisji energii od ilości pierwiastka promieniotwórczego w próbce .
16 października 1899 roku na posiedzeniu Akademii Nauk André Debierne ogłasza odkrycie aktynu, kolejnego pierwiastek promieniotwórczego .
Otto Walkhoff w 1900 r. stwierdza, że promieniowanie radu może niszczyć tkanki biologiczne.
Pod koniec XIX w. do badań właściwości promieniowania ciał radioaktywnych włącza się Ernest Rutherford, testuje właściwości promieniowania podane przez Becquerela. W latach 1896, 1898 odkrył, że promieniowanie emitowane przez materię ma różnych charakter, to niosące ładunek elektryczny dodatni nazwał promieniowaniem alfa, a niosące ładunek ujemny promieniowaniem beta. Po odkryciu przez Paula Villarda promieniowania, na które nie działa pole elektryczne i magnetyczne, Rutherford nazywa je promieniowaniem gamma.
W 1900 roku Becquerel zmierzył stosunek masy do ładunku (m/e) dla cząstek beta, odkrył, że stosunek ten jest identyczny jak dla elektronu Thomsona, zasugerował w związku z tym, że cząstka beta jest elektronem.
W 1902 r. Ernest Rutherford i jego student Frederick Soddy odkryli, że promieniotwórczość wywołuje przemianę pierwiastków, a powstający pierwiastek ma mniejszą liczbę atomową od promieniującego .
Bertram Boltwood badając chemicznie skład rud uranu, odkrywa w 1906 r. szereg promieniotwórczy. Ustalił, że rudy uranu zawierają zawsze ołów, z czego wywnioskował, że jest on końcowym produktem rozpadu uranu. Stosunek ilości radu do uranu w rudzie jest stały. W przechowywanym przez wiele miesięcy w laboratorium aktynie pojawia się i przybywa radu. Z tego wnioskuje (w 1906 r.), że rad powstaje w wyniku przemian uranu, a rad powstaje bezpośrednio z aktynu. Zauważa, że stosunek ilości ołowiu do uranu jest większy w starszych skałach, dokonuje pierwszego szacowania wieku skał na podstawie zawartości pierwiastków.
W początku XX w. pojawiały się doniesienia głoszące, że promieniowanie alfa może być jonem helu (nie znano wówczas jeszcze jądra atomowego), w 1909 Ratherford wraz z Thomasem Roydsem ogłaszają, że doświadczalnie wykazali, że promieniowanie alfa to hel.
Początkowo uważano, że promienie gamma to cząstki posiadające masę, takie jak promienie alfa i beta. Rutherford początkowo uważał, że mogą to być niezwykle szybkie cząstki beta, ale ich brak odchylenia przez pole magnetyczne wskazywał, że nie mają ładunku. W 1914 roku zaobserwowano, że promienie gamma odbijają się od powierzchni kryształów, co dowodziło, że są promieniowaniem elektromagnetycznym. Rutherford i jego współpracownik Edward Andrade zmierzyli długości fali promieni gamma z radu wykazując tym samym, że są one podobne do promieni rentgenowskich, ale mają krótsze długości fal, a zatem wyższą częstotliwość.
W 1913 Kazimierz Fajans, dokonuje kilku odkryć związanych z przemianami promieniotwórczymi, z których największe odkryte równocześnie i niezależnie z Soddym prawo przesunięć promieniotwórczych, zwane prawem Fajansa–Soddy’ego, systematyzujące przesuwanie się pierwiastka w układzie periodycznym w wyniku rozpadu alfa lub beta.
W 1934 r. Frédéric i Irène Joliot–Curie odkryli sztuczną promieniotwórczość. Bombardowali różne pierwiastki promieniowaniem alfa, zaobserwowali, że doszło do reakcji jądrowych, w wyniku których powstały nowe izotopy promieniotwórcze.
Odkrywanie promieniotwórczości na początku XX w. było powiązane z postępem fizyki w poznawaniu budowy materii, w tym szczególnie odkryciem budowy atomu, jądra atomowego, protonu i neutronu, oraz postępem nauk teoretycznych w tym mechaniki kwantowej oraz równoważności masy i energii.

### Uhonorowania
Za odkrycia związane z promieniotwórczością i odkrycia z nimi związane przyznano:
Nagrody Nobla w dziedzinie fizyki:
- 1903
  - Henri Becquerel – „W uznaniu niezwykłych zasług, jakie oddał przez odkrycie radioaktywności naturalnej”
  - Pierre Curie i Maria Skłodowska-Curie – „W uznaniu ich zasług, jakie oddali poprzez wspólne badania nad zjawiskiem promieniotwórczości odkrytym przez profesora Henri Becquerela”
- 1938 Enrico Fermi – „Za pokazanie istnienia nowych pierwiastków promieniotwórczych wytworzonych przez napromieniowanie neutronami i za odkrycie reakcji jądrowych wywołanych przez powolne neutrony”
- 1948 Patrick Maynard Stuart Blackett – „Za rozwinięcie metody komory Wilsona i za odkrycia, przy jej użyciu, w dziedzinach fizyki jądrowej i promieniowania kosmicznego”

Nobla w dziedzinie chemii:
- 1908 Ernest Rutherford – „Za badania rozpadu promieniotwórczego pierwiastków i właściwości chemicznych substancji promieniotwórczych”
- 1911 Maria Skłodowska-Curie – „Za wydzielenie czystego radu i uzyskanie radu w postaci krystalicznej”
- 1921 Frederick Soddy – „Za wkład do chemii związków radioaktywnych, oraz badania pochodzenia i charakteru izotopów”
- 1935 Frédéric Joliot i Irene Joliot-Curie – „za syntezę nowych pierwiastków promieniotwórczych”

## Opis ilościowy
Jednostką radioaktywności w układzie SI jest bekerel (Bq), 1 Bq = 1 rozpad na sekundę. Dawniej używaną jednostką był kiur (Ci), 1 Ci = 3,7 {\displaystyle \cdot } 1010 Bq.